# Liste der Monuments historiques in Bligny-lès-Beaune
Die Liste der Monuments historiques in Bligny-lès-Beaune führt die Monuments historiques in der französischen Gemeinde Bligny-lès-Beaune auf.

## Liste der Immobilien
| Bezeichnung       | Beschreibung            | Standort                  | Kennzeichnung | Schutzstatus | Datum | Bild           |
| ----------------- | ----------------------- | ------------------------- | ------------- | ------------ | ----- | -------------- |
| Kirche St-Baldoux | aus dem 12. Jahrhundert | Place de la Mairie (Lage) | PA00112147    | Inscrit      | 1927  | weitere Bilder |

## Liste der Objekte
| Bezeichnung                                    | Beschreibung                                                       | Standort                        | Kennzeichnung | Schutzstatus | Datum | Bild |
| ---------------------------------------------- | ------------------------------------------------------------------ | ------------------------------- | ------------- | ------------ | ----- | ---- |
| Zwei Konsoltische                              | Holz, vergoldet, Marmor, 18. Jahrhundert                           | in der Kirche St-Baldoux (Lage) | PM21000344    | Classé       | 1966  |      |
| Gemälde Christus auf dem Weg zum Kalvarienberg | Ölfarbe auf Leinwand, 17. Jahrhundert; nach Pierre Mignard         | in der Kirche St-Baldoux (Lage) | PM21000345    | Classé       | 1966  |      |
| Gemälde Anbetung des heiligen Sakraments       | Ölfarbe auf Leinwand, 1779 von Etienne Mercy; nach Charles Le Brun | in der Kirche St-Baldoux (Lage) | PM21000346    | Classé       | 1984  |      |
| Kommuniontisch                                 | Schmiedeeisen, 18. oder 19. Jahrhundert                            | in der Kirche St-Baldoux (Lage) | PM21000347    | Classé       | 1984  |      |
| 16 Büsten der Apostel und Evangelisten         | Kalkstein, 18. Jahrhundert                                         | in der Kirche St-Baldoux (Lage) | PM21000348    | Classé       | 1984  |      |
| Skulptur Heiliger Vinzenz                      | Holz, vergoldet, Anfang des 19. Jahrhunderts                       | in der Kirche St-Baldoux (Lage) | PM21003721    | Inscrit      | 1981  |      |
| Gemälde Heiliger Bertulf von Bobbio            | Ölfarbe auf Leinwand, 18. Jahrhundert                              | in der Kirche St-Baldoux (Lage) | PM21003722    | Inscrit      | 1981  |      |
| Skulptur Mater dolorosa                        | Holz, farbig gefasst, 17. Jahrhundert                              | in der Kirche St-Baldoux (Lage) | PM21003723    | Inscrit      | 1981  |      |
| Gemälde Heiliger Fiakrius                      | Ölfarbe auf Leinwand, 18. Jahrhundert                              | in der Kirche St-Baldoux (Lage) | PM21003724    | Inscrit      | 1981  |      |